# Liu Gong
Kaiser Qianshao von Han (chinesisch 漢前少帝), Geburtsname Liu Gong († 15. Juni 184 v. Chr.) war der dritte Kaiser der Han-Dynastie in China. Weil er nur ein Marionettenkaiser war, ist er oft in Listen der Han-Kaiser ausgelassen. Er war der vermutlich älteste Sohn Kaiser Huis und Adoptivsohn der Kaiserin Zhang Yan. Die Identität seiner leiblichen Mutter ist umstritten; sie wurde auf Betreiben der Kaiserinmutter Lü Zhi und der Kaiserin Zhang Yan umgebracht.
Über Kaiser Qianshaos Leben und Persönlichkeit ist nur sehr wenig bekannt. Aus seiner Zeit sind fast keine bedeutsamen Ereignisse überliefert, nicht einmal sein Geburtsdatum. Als sein Vater, Kaiser Hui, im Jahre 188 v. Chr. starb, wurde Liu Gong als frischgebackener Kronprinz zum Nachfolger bestimmt. Die Kaiseringroßmutter Lü Zhi hatte jedoch in allen Regierungsangelegenheiten das Sagen.
Vor oder im Jahr 184 entdeckte Kaiser Qianshao, dass Zhang Yan nicht seine leibliche Mutter war und dass sie seine wie auch Liu Hongs Mutter getötet hatte. Er war darüber zornig und ließ leichtsinnig die Bemerkung fallen, die Kaiserinmutter dafür zahlen zu lassen, wenn er älter geworden sei. Als Kaiseringroßmutter Lü Zhi davon erfuhr, ließ sie den Kaiser heimlich im Palast einsperren und verkündete, dass er ernsthaft erkrankt sei und niemanden empfangen könne. Einige Zeit später teilte sie den Beamten mit, dass der Kaiser immer noch krank und der Erledigung der Regierungsgeschäfte nicht fähig sei, zumal er ein Nervenleiden entwickelt habe. Sie schlug vor, den Kaiser abzusetzen und an seine Stelle einen anderen zu setzen. Die Beamten fügten sich dem Wunsch der Kaiseringroßmutter, und nach seiner Absetzung wurde Kaiser Qianshao getötet. Sein Bruder Liu Hong folgte ihm als Kaiser Houshao auf den Thron, war jedoch ebenfalls eine Marionette der Kaiseringroßmutter.